# Puppenherd

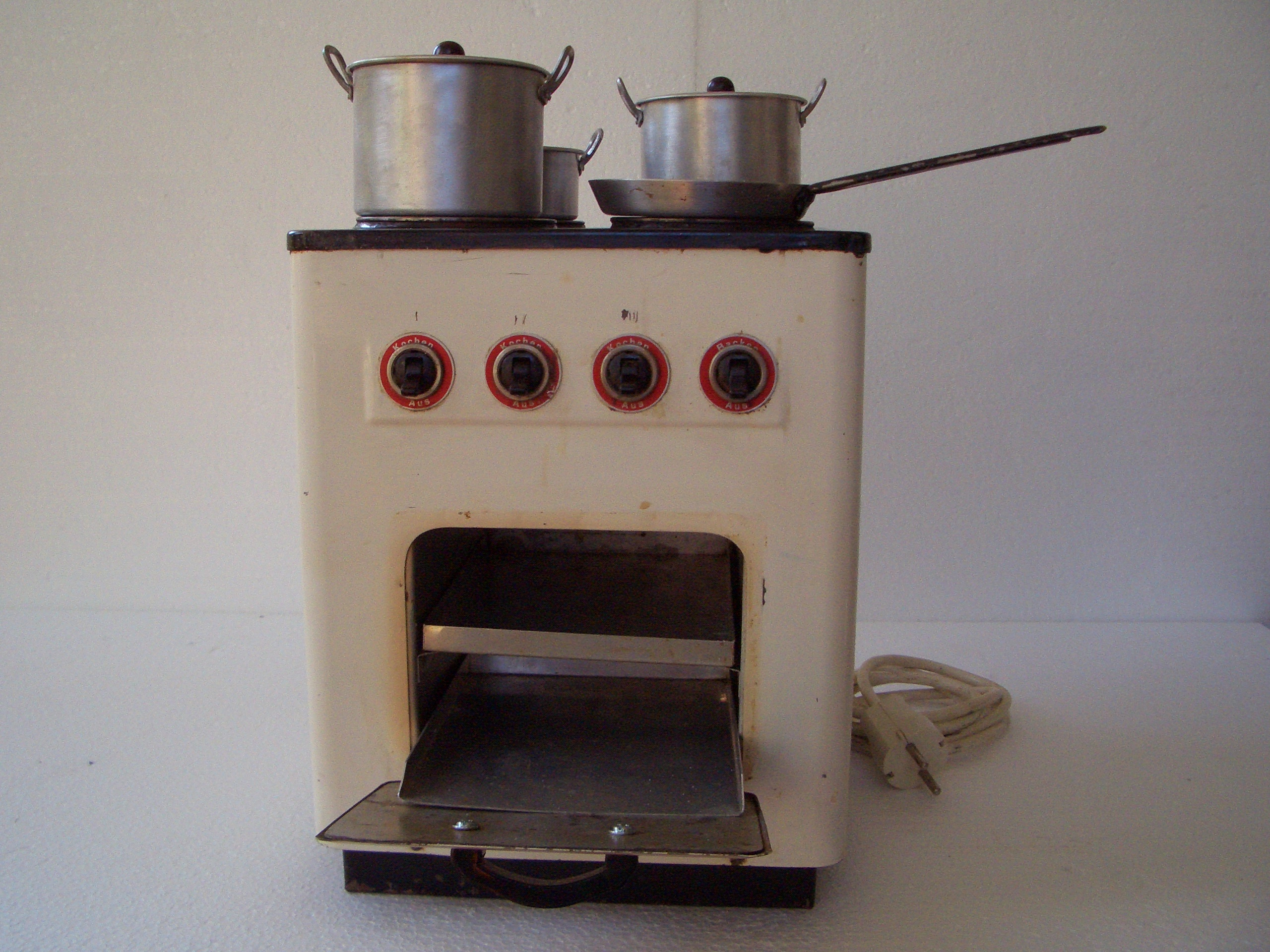
Elektrischer Puppenherd, BRD um 1960, Blech, weiß lackiert.

Ein Puppenherd oder Spielzeugherd ist eine verkleinerte Nachbildung eines Herdes, der Kindern als Spielzeug dient. Solche Herde kamen Mitte des 19. Jahrhunderts auf und stehen bis heute in vielen Kinderzimmern. Ihre größte Verbreitung hatten Puppenherde etwa zwischen 1870 und 1940.
Waren bis in die 1960er Jahre noch funktionsfähige Herde, auf denen tatsächlich gekocht werden konnte, üblich, so spielen heutige Kinder meist mit Nachbildungen aus Holz oder Kunststoff, auf denen nur „im Spiel“ etwas zubereitet werden kann. Vereinzelt sind aber auch heute noch funktionstüchtige neue Miniaturherde für Kinder erhältlich, wie beispielsweise der US-amerikanische Easy-Bake Oven. 

## Geschichte

### Puppenküche und Puppenherd im 19. Jahrhundert

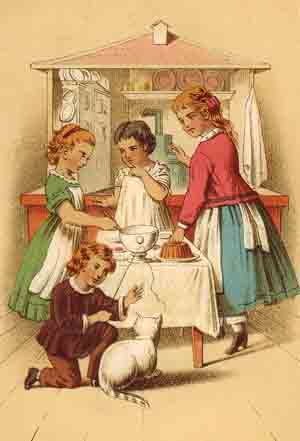
Illustration aus Puppenköchin Anna von Henriette Davidis, erschienen 1856.

#### Von der Puppenküche zum Puppenherd
„Kinder lieben winzige Dinge, besonders wenn sie den Objekten im Haushalt der Eltern gleichen. Kinder mögen bewegliche Sachen, wie Schubladen, die man auf- und zuschieben, Türen, die man öffnen und schließen kann, und sie spielen gern mit Geräten, die funktionieren. Kinder lieben Feuer und Wasser, und sie panschen und manschen und – essen gern.“

Alle diese Vorlieben von Kindern erfüllt ein Puppenherd. Miniaturherde als genaue Nachbildung großer Feuerherde kamen in der zweiten Hälfte des 19. Jahrhunderts auf. Für Kinder und dabei vor allem für Mädchen aus wohlhabenderen Schichten, die nicht von klein auf an der Hausarbeit beteiligt waren, boten die Puppenherde ein ideales Spielzeug und Erziehungsmittel. Zuvor hatte es bereits Puppenküchen in den Puppenhäusern des 17. und 18. Jahrhunderts gegeben, die jedoch meist mehr als Prestigeobjekt vermögender Erwachsener betrachtet wurden und weniger als Kinderspielzeug. Ende des 18. Jahrhunderts wurden separate Puppenküchen für Kinder entwickelt, wobei es sich bei den Herden und Küchengeräten noch um aufgemalte oder hölzerne Attrappen handelte. Dies ging einher mit einer Verkleinerung der Familien aufgrund sozialer und ökonomischer Umwälzungen sowie mit einer neuen Wahrnehmung des Kindes als Individuum und der Kindheit als eigenem Lebensabschnitt.
Ab ca. 1850 waren dann auch große Puppenküchen mit einer Breite von bis zu 120 cm erhältlich, die mit Spiritusherd und anderen, teilweise funktionstüchtigen, Küchengeräten, wie Eismaschine, Eisschrank, Rührgerät, Brotschneider etc. ausgestattet waren. Neben den Puppenküchen, die mit drei Holzwänden einen eigenen Raum suggerierten, sich jedoch aufgrund der räumlichen Beschränkung nicht zum „echten“ Kochen eigneten, wurden etwa gleichzeitig größere Kochherde, Geschirre und Gerätschaften entwickelt. Diese freistehenden Herde aus Metall wurden mit Spiritus befeuert und waren je nach Größe mit mehreren Kochstellen, Backrohr und Wasserschiffchen für warmes Wasser ausgestattet. Das Puppenkochbuch von Henriette Davidis unterscheidet ausdrücklich zwischen „Speisen, welche auf dem Puppenherd gemacht werden“ sowie „Speisen ohne Herd zu bereiten“, also kalten Gerichten, und einer weiteren Abteilung, die sich der „Blumenküche oder Speisen für die Puppen“ widmet. Obwohl also für die Puppen auch die „Blumenküche“ ausreicht, werden echte Speisen auf einem Puppenherd zubereitet – und vermutlich von den Kindern selbst verzehrt.

#### Kochmaschinen, befeuert mit Spiritus, Gas und Esbit

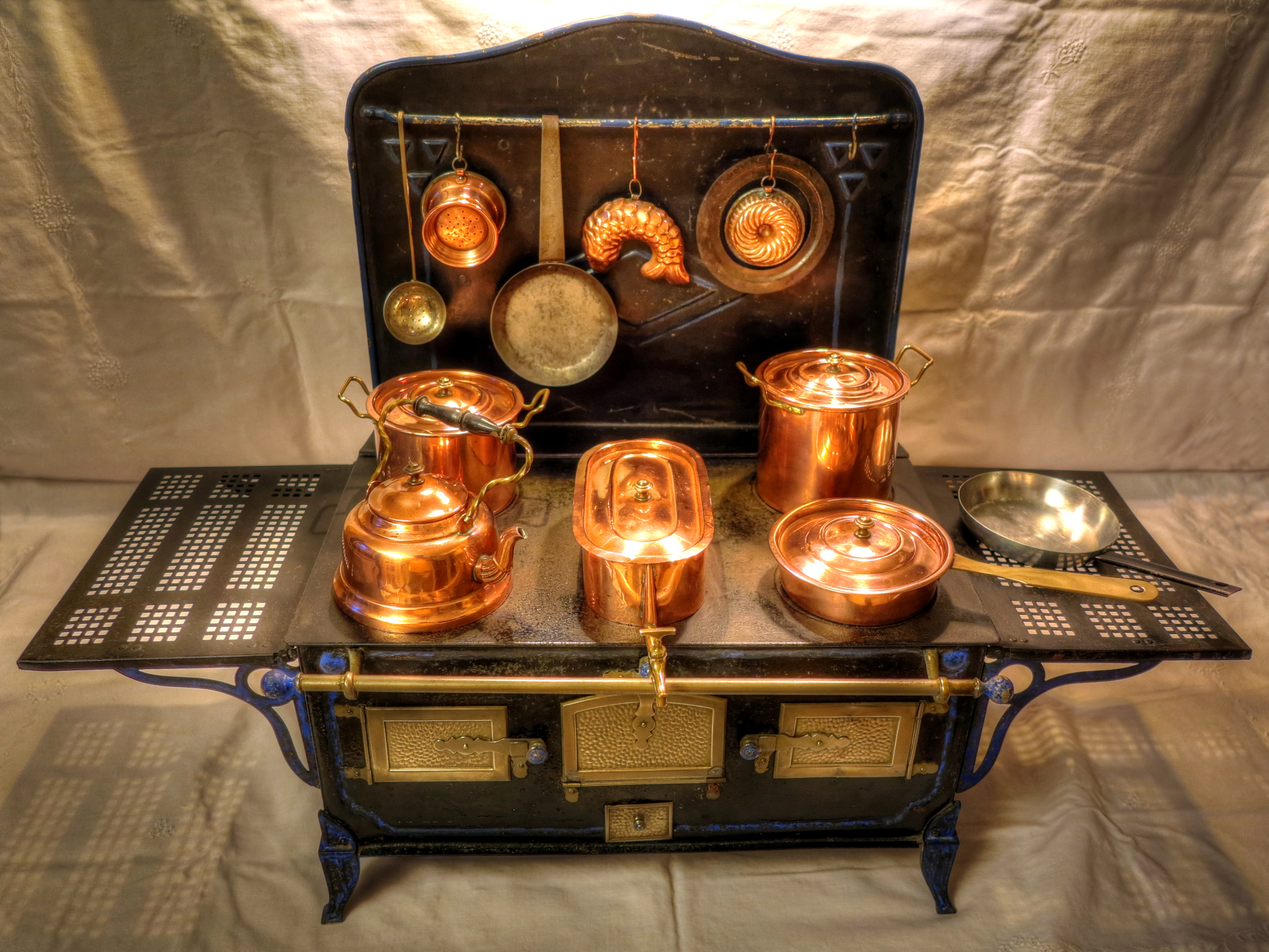
Puppenherd mit Spiritusbrennern, um 1860

Diese eisernen Puppenherde entsprachen technisch der von J. P. Bérard und von Benjamin Thompson entwickelten sogenannten Kochmaschine. Um die Wärme besser auszunutzen, wurden die Töpfe direkt ins offene Feuer hineingehängt. Ein Absatz in der Seitenwand der Töpfe oder ein Haltering verhinderten, dass die Töpfe in den Herd hineinfielen. Die Blechherde waren mit zwei bis sechs Kochlöchern, Backofen und mehreren Türchen, hinter denen sich die Feuerung verbarg, ausgestattet. Zum Ende des 19. Jahrhunderts hin wurden die Herde zunehmend mit Verzierungen wie geprägtem Blech an den Seitenwänden, Riegeln und Füßen aus Messingblech sowie mit Emaille versehen. Diese Herde wurden auch nach 1900 weiterhin angeboten, bis sich um 1920 glatte weiße Herde mit geraden unverzierten Beinen durchsetzten. Kurioserweise wurden schon um 1902 Puppenherde angeboten, die sich an Stadtgasleitungen anschließen ließen, sich jedoch gegenüber den mit Spiritus oder Esbit befeuerten Modellen nicht durchsetzen konnten. Ab 1909 bot Märklin auch elektrische Puppenherde an. Diese galten als besonders sicher, waren allerdings erheblich teurer und konnten sich erst wesentlich später gegenüber den vielfach vererbten Feuerherden durchsetzen.

#### Mädchenerziehung am Puppenherd
Die spielerische Nachahmung der Tätigkeiten der Mutter oder der Köchin sollte die Erziehung kleiner Mädchen zur Hausfrau fördern. Puppenkochbücher, wie Puppenköchin Anna von Henriette Davidis, erschienen 1855, priesen die Kochkunst als wichtigste Frauenkunst, die es spielend zu erlernen galt. Spielerisch sollten Mädchen auf ihren späteren häuslichen Wirkungskreis vorbereitet werden. Die Tätigkeit im Haus wurde im Laufe des 19. Jahrhunderts zunehmend als Beruf verstanden, der einer Ausbildung oder besonderen Erziehung bedurfte. Puppenkochbücher kamen etwa gleichzeitig mit den Puppenherden erstmals auf den Markt und bildeten zusammen mit den verbreiteten Frauenratgeber- und Haushaltungsbüchern dieser Zeit die Basis für ein häusliches Mädchenbildungsprogramm. Diese Einbindung zeigt sich beispielsweise in der Einführung zu Haustöchterchens Kochschule für Spiel und Leben, erschienen 1896. Die Autorin Anna Jäger ermahnt das Kind:

„Was Dir jetzt ein heiteres Spiel ist, wird Dir auch später eine liebe Thätigkeit sein, und wenn sie Dir in fernen Tagen einmal zur Pflicht wird, wird sie Dir lieb sein und Du wirst spielend erfüllen, was Du schon im Spiele geübt. Koche nur immer Deinen Püppchen leckere Speisen, bald ist's erlebt und Du kannst Deinen lieben Papa erfreuen durch seine von Dir eigenhändig uns trefflich zubereiteten Lieblingsgerichte.“

#### Wertvolles und zugleich gefährliches Spielzeug
Dennoch waren Puppenküchen und Puppenherde meist nur für eine kurze Zeit im Einsatz, sie wurden zu Weihnachten jeweils hergerichtet und mit Zutaten bestückt unter den Weihnachtsbaum gestellt. Meist konnten die Kinder der Familie dann bis zum Abräumen des Weihnachtsbaumes an Mariä Lichtmess (2. Februar) mit Küche oder Herd spielen, dann wurde das Spielzeug verpackt und bis zum nächsten Weihnachtsfest weggeräumt. Darüber hinaus galt das Kochen mit Spiritus auch damals als ausgesprochen gefährlich und es wird von Explosionen und Verletzungen berichtet.
Die Puppenherde der ersten Generation sind inzwischen gesuchte und geschätzte Sammlerobjekte, die, oftmals liebevoll restauriert, zu hohen Preisen als Antiquitäten gehandelt werden. Wie anderes Spielzeug für Kinder auch stellen sie eine Quelle für sozio-kulturelle Forschungen dar. Dieses Spielzeug war ursprünglich Kindern der gutbürgerlichen oder gar adligen Schicht vorbehalten. Arbeiterkinder mussten dagegen oft selbst bei der Herstellung von Spielsachen mitwirken, solch aufwändiges Spielzeug war für ihre Familien unerschwinglich. Puppenküchen spiegelten damit in ihrer Ausstattung auch deutlich den hohen sozialen Status ihrer Besitzer wider.

### Technische Weiterentwicklung im 20. Jahrhundert

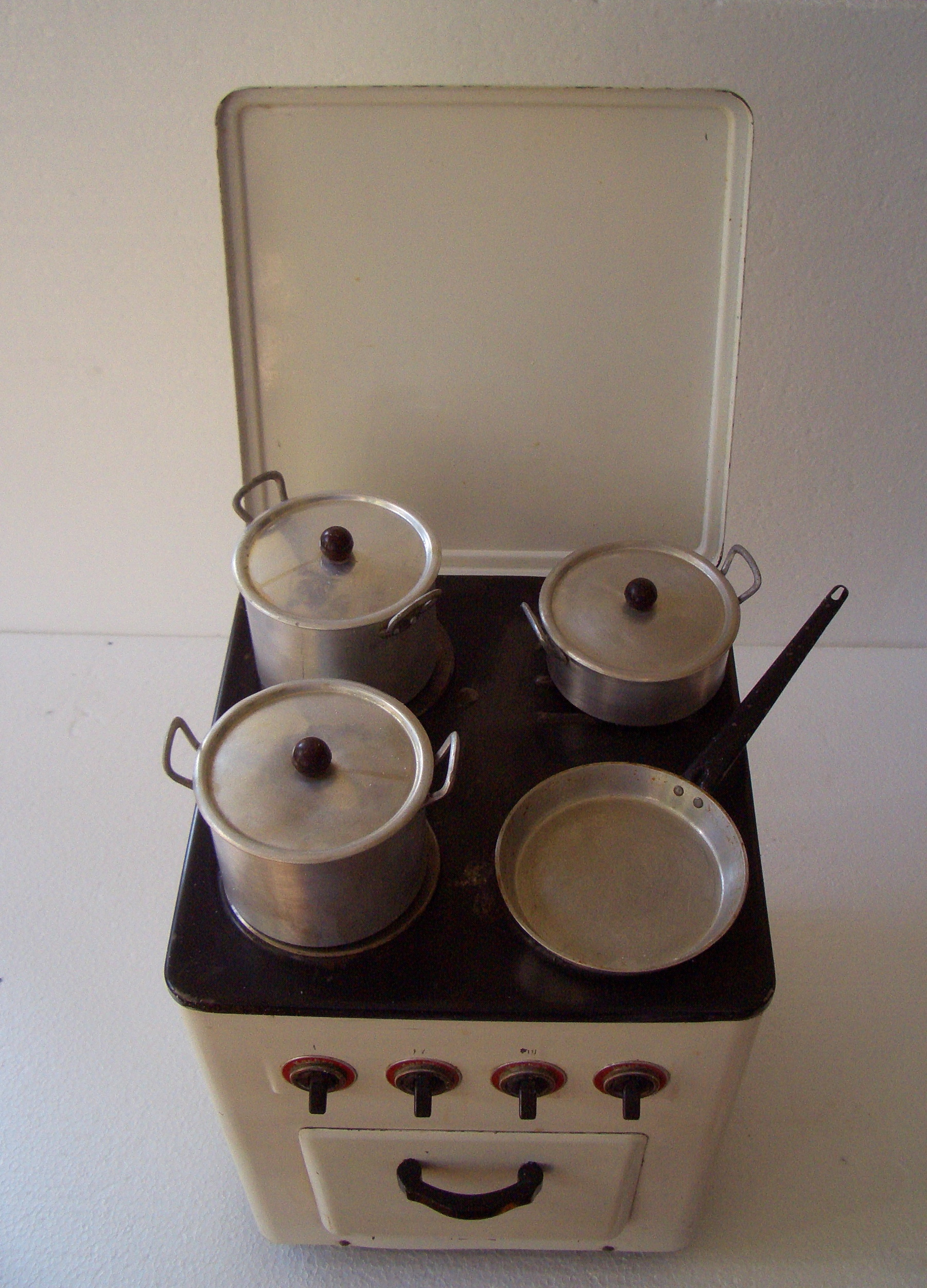
Elektrischer Puppenherd, BRD um 1960
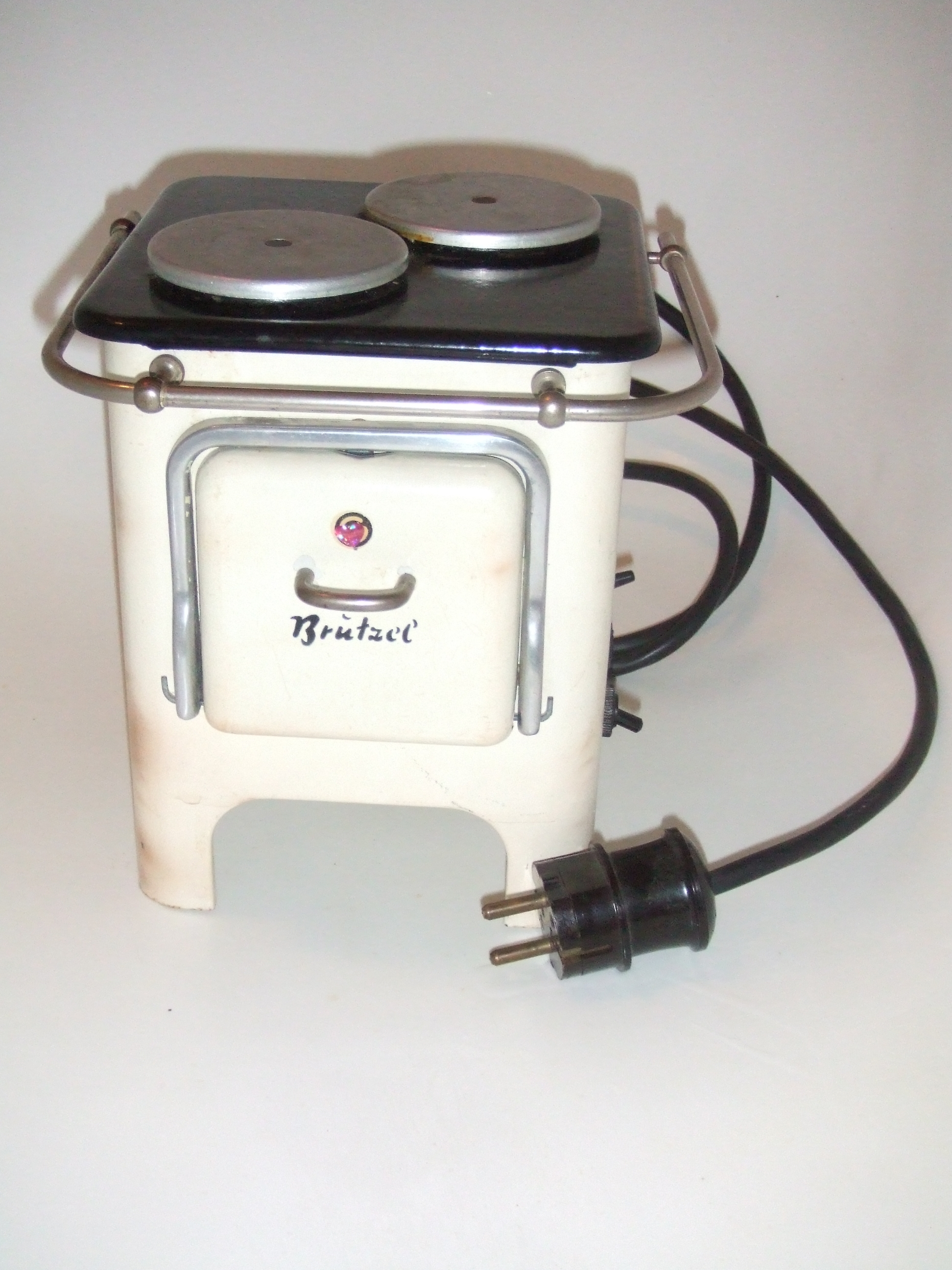
Elektrischer Puppenherd „Brutzel“, DDR um 1960
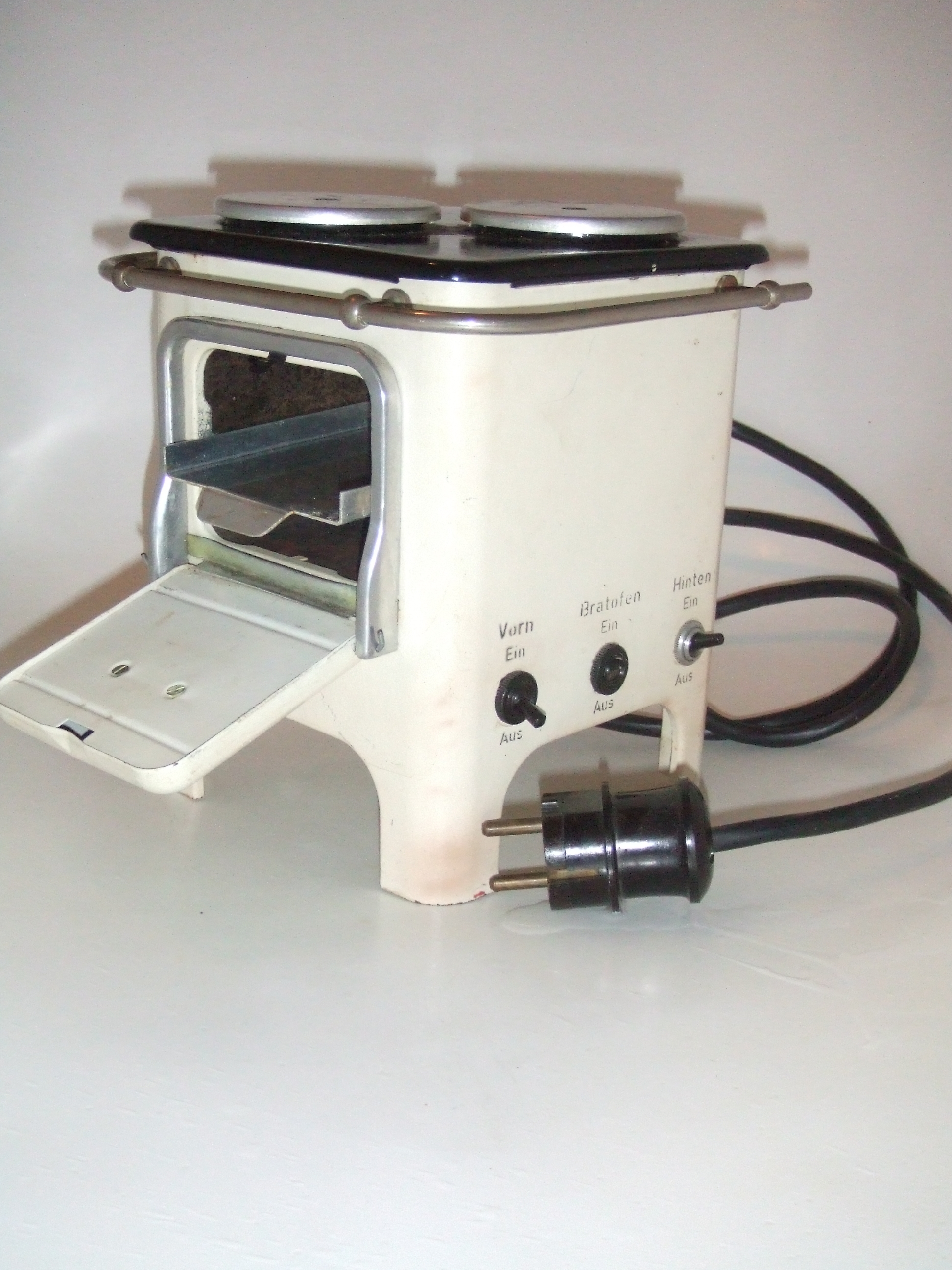
Elektrischer Puppenherd, DDR um 1960
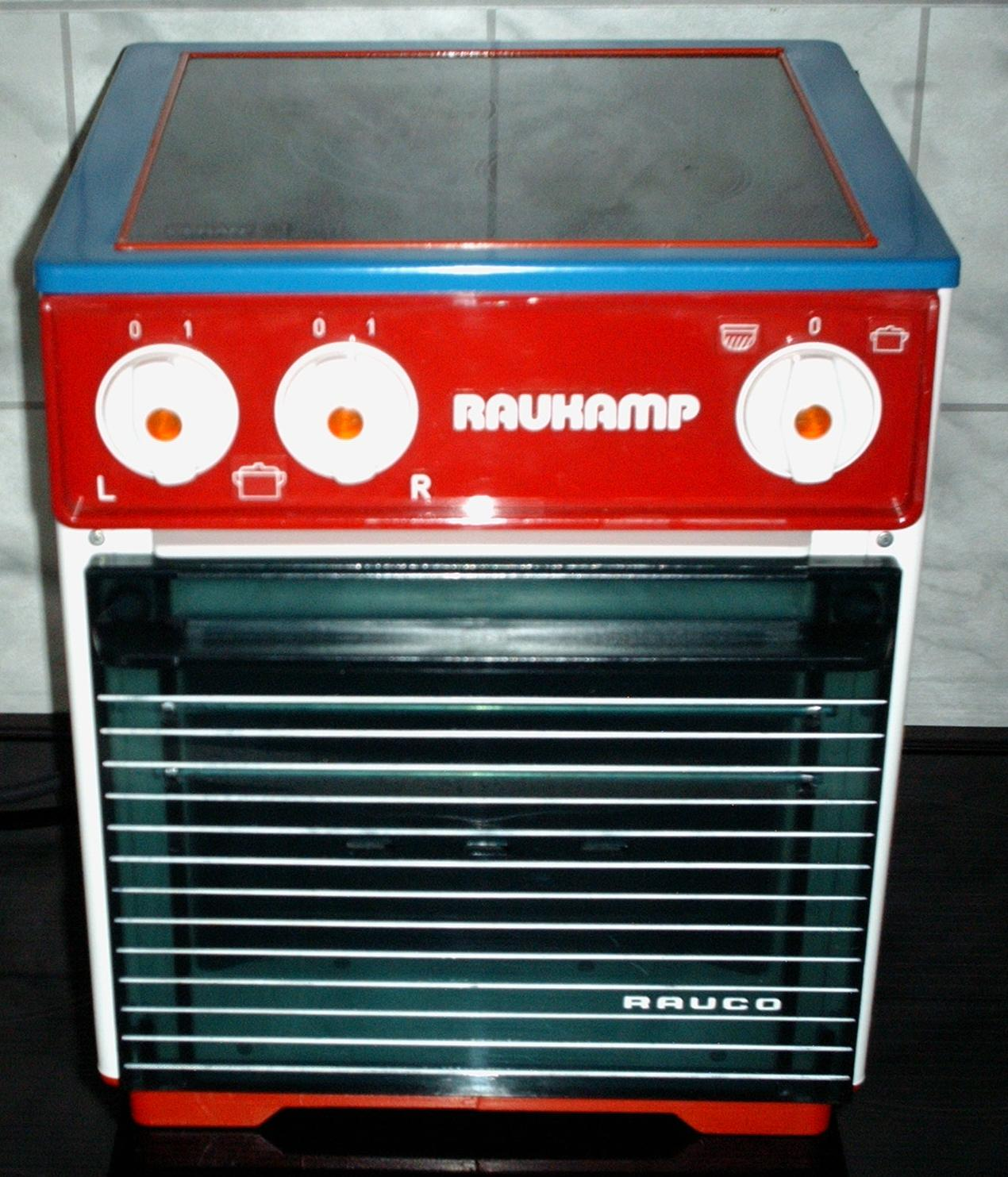
Elektrischer Puppenherd mit Ceranfeld, um 1990

Küchengeräte für Kinder spiegelten jeweils auch die technische Entwicklung der „erwachsenen“ Küchen wider. Nach Einführung des Weckapparates um 1900 wurden so beispielsweise auch kleine Wecktöpfe und Weckgläser für Kinder produziert. Insgesamt dürfte die Ausstattung der Kinderküchen etwas konservativer gewesen sein, gerade auch, weil die in der Anschaffung teuren Puppenherde meist von mehreren Generationen von Kindern benutzt wurden.
Als nach dem Zweiten Weltkrieg elektrische Herde in vielen Haushalten die Feuerherde ablösten, kamen auch elektrische Puppenherde auf den Markt. Wie ihre Vorgänger eigneten sie sich zum Kochen und Backen mit echten Lebensmitteln in passenden Miniaturtöpfen, -pfannen und -backformen. Es existieren Modelle mit zwei oder vier Kochplatten, mit oder ohne Backofen, zumeist aus emailliertem oder lackiertem Metall, mit eisernen Kochplatten.
Eine Ausnahmestellung nimmt auf dem US-amerikanischen Markt der Easy-Bake Oven ein, der 1963 von der Firma Kenner eingeführt wurde und heute, nach verschiedenen Änderungen in Design und Funktionalität, von der Firma Hasbro hergestellt wird. Das Gerät nutzt eine handelsübliche Glühbirne von ca. 100 Watt, ein Timer und getrennte Zugänge für Beschickung und Entnahme sollen vor Verbrennungen schützen. Um 1990 kamen auch funktionsfähige Puppenherde mit Cerankochfeld in den Handel.

### Moderne Puppenherde aus Holz und Kunststoff

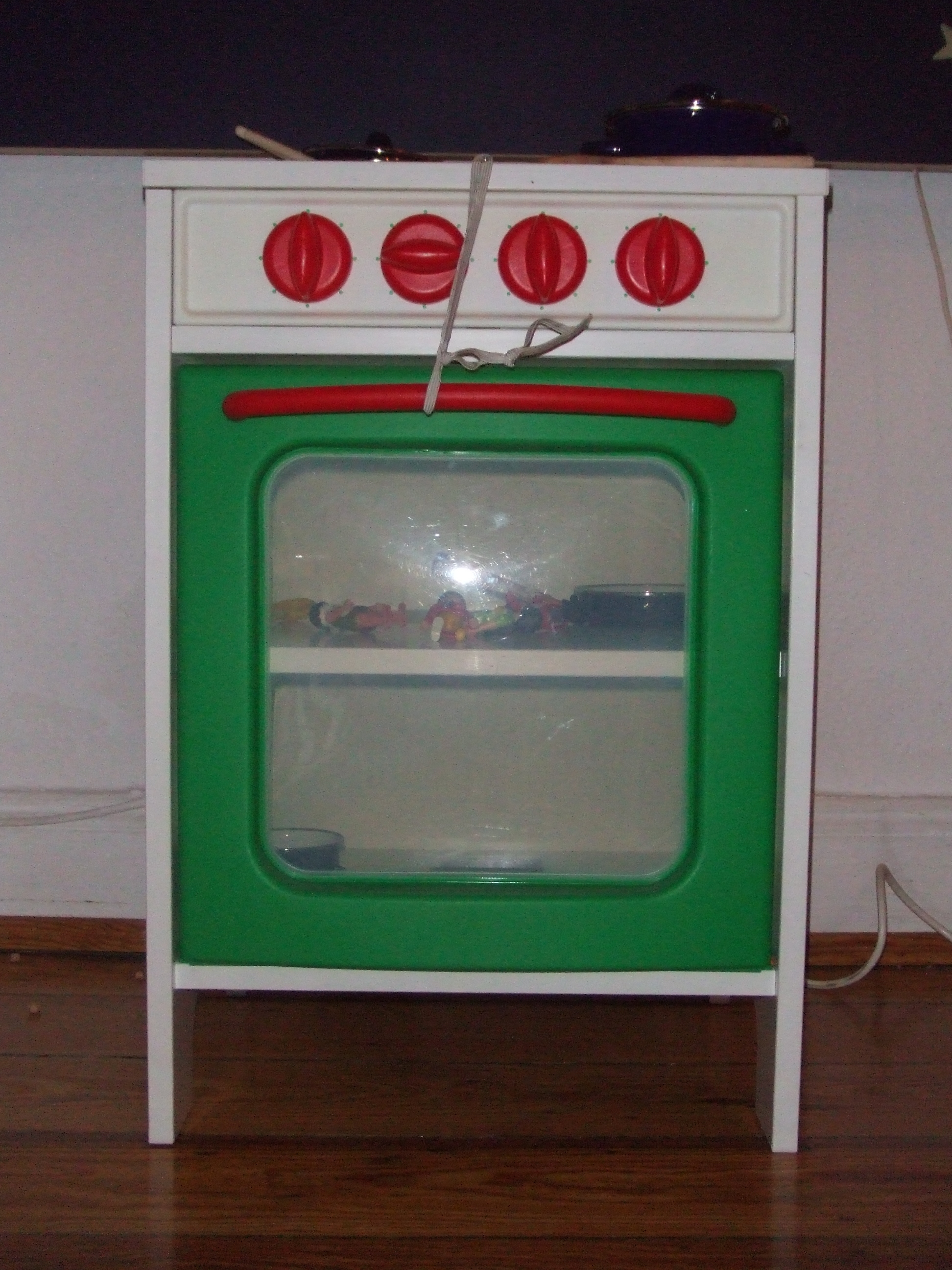
Puppenherd aus Holz und Kunststoff, Schweden um 2000
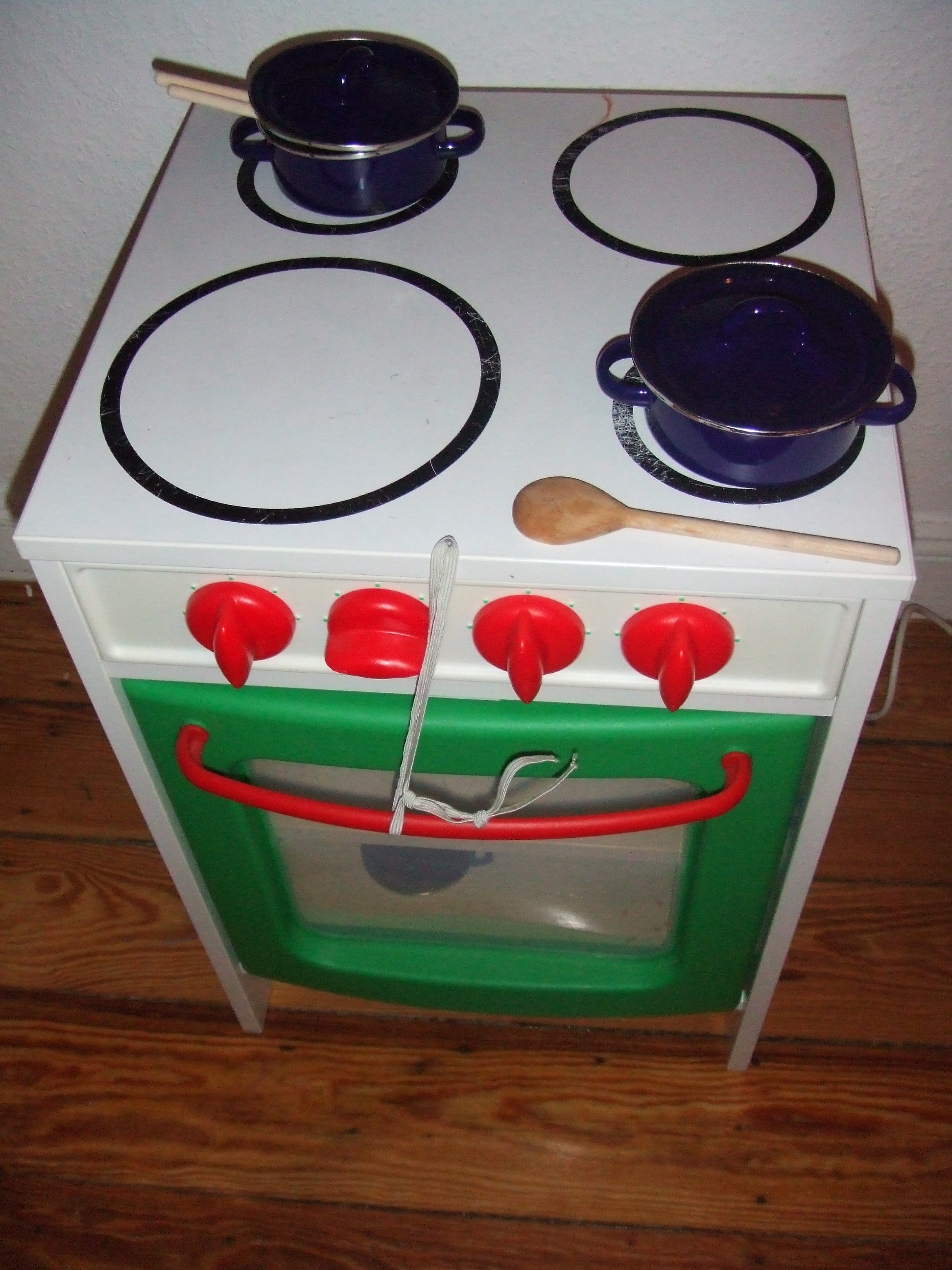
Puppenherd, Schweden um 2000, Draufsicht

Im Verlauf des 20. Jahrhunderts kamen diese funktionstüchtigen Puppenherde aus der Mode. Vermutlich hatten die Eltern zunehmend Bedenken, ihre Kinder selbstständig mit heißen Herdplatten und Lebensmitteln hantieren zu lassen. Veränderte Lebens- und damit auch Kochgewohnheiten der Eltern dürften ebenfalls eine Rolle gespielt haben, dass das „echte“ Kochen für Kinder heute eher eine Ausnahme darstellt, möglicherweise ermöglichten Eltern es ihren Kindern nun auch eher, Kochexperimente in der „echten“ Küche vorzunehmen. Die seit den 1950ern aufkommenden Kinderkochbücher, deren Zutatenmengen auf normale „große“ Töpfe und Herde abgestimmt sind, legen dies nahe. Spielzeuge, die keine Beaufsichtigung durch die Eltern benötigen, sind heute zudem die Regel. Die ursprüngliche Idee, Mädchen mit Puppenküchen frühzeitig an Haushaltsarbeit heranzuführen und auf eine spätere Lebensrolle vorzubereiten, ist heute überholt.
Heute sind Spielzeugherde aus Holz oder Kunststoff mit angedeuteten Herdplatten, Backofenklappe und Drehknöpfen verbreitet. Auf diesen Herden lässt sich nur „im Spiel“ kochen. Sie sind vollkommen ungefährlich, entbehren jedoch auch des Reizes, ein „echtes“ Essen kochen zu können.

## Hersteller
Die ersten funktionsfähigen Puppenherde wurden als Einzelanfertigungen von Handwerkern angefertigt. Um 1800 wurden in Deutschland die ersten Kinderkochherde aus gewalztem Blech hergestellt. Um 1820 kam es zu den ersten Serienanfertigungen solcher Herde. Aus erhaltenen Katalogen und Abbildungen, zum Beispiel auf der Titelseite von Julie Bimbachs Puppenkochbuch lässt sich ersehen, dass in der Mitte des 19. Jahrhunderts bereits verschiedene Firmen eine große Zahl verschiedener Modelle produzierte. Ab ca. 1870 ermöglichte es der industrielle Fortschritt der Blechbearbeitung, Blech maschinell zu stanzen, in Forme zu pressen und tiefzuziehen. Damit konnten die Blechherde reich verziert und völlig unterschiedlich gestaltet werden. Schon 1895 bot die Firma Bing in ihrem Spielwarenkatalog allein 5 Seiten ausschließlich mit Blechherden für Kinder an. Daneben gab es ca. fünf weitere Hersteller, darunter Märklin und Kindler & Briel (heute Kibri). Da die Hersteller ihre Erzeugnisse nicht markierten, ist es nur anhand der Ornamente und der Gestaltung der Herde möglich, sie einem bestimmten Hersteller zuzuordnen. Insbesondere von der Firma Märklin sind zahlreiche Kataloge erhalten, aus denen sich der damalige Formenreichtum ablesen lässt. Die Modelle waren äußerst langlebig. Viele Modelle wurden über 30 oder mehr Jahre unverändert produziert. Die meisten Modelle wurden auch in abgestuften Größen hergestellt, die sich für den Transport zum Händler ineinanderstecken ließen.